# Vampirina
Vampirina este un serial animat de televiziune american-irlandez care a avut premiera pe Disney Junior pe 28 octombrie 2017. În ianuarie 2018, un al doilea sezon a fost anunțat de către Disney.

## Poveste
Bazat pe seria de cărți pentru copii Vampirina Ballerina, acest serial animat înfățișează aventurile lui Vee, o mică vampiriță a cărei familie se mută în Pennsylvania, unde vor administra o pensiune pentru vampiri și spiriduși.

## Personaje și dublaj
| Personaj           | Vocea originală    |
| ------------------ | ------------------ |
| Vampirina Bântuici | Isabella Cramp     |
| Roxana Bântuici    | Lauren Graham      |
| Bogdan Bântuici    | James Van Der Beek |
| Cosmina            | Alex Ellis         |
| Narcisa            | Laraine Newman     |
| Gregoria           | Wanda Sykes        |
| Edna Amarescu      | Cree Summer        |
| Demi               | Mitchell Whitfield |
| Poppy Amarescu     | Jordan Alexa Davis |
| Bridget            | ViviAnn Yee        |
| Edgar Amarescu     | Benji Risley       |
| Morci              | Dee Bradley Baker  |
| Mr. Gore           | Dee Bradley Baker  |
| Frankie Bolt       | Nicky Phelan       |
| Drake              | Chris Nee          |

## Difuzare
| Ep. | Titlu                                  | Premiera originală | Premiera în România                   |
| --- | -------------------------------------- | ------------------ | ------------------------------------- |
| 1   | "Liliaceala"                           | 1 octombrie 2017   | 28 noiembrie 2017                     |
| 1   | "Sperio hotel"                         | 1 octombrie 2017   | 28 noiembrie 2017                     |
| 2   | "Petrecerea în pijamale"               | 1 octombrie 2017   | 29 noiembrie 2017                     |
| 2   | "Portretul unui vampir"                | 1 octombrie 2017   | 29 noiembrie 2017                     |
| 3   | "Petrecerea surpriză a Vampirinei"     | 2 octombrie 2017   | 4 noiembrie 2017                      |
| 3   | "Vampirina devine cunoscută"           | 2 octombrie 2017   | 4 noiembrie 2017                      |
| 4   | "Planta neplăcută"                     | 6 octombrie 2017   | 5 noiembrie 2017                      |
| 4   | "Babilonia mumiei"                     | 6 octombrie 2017   | 5 noiembrie 2017                      |
| 5   | "Mica teroare"                         | 9 octombrie 2017   | 11 noiembrie 2017                     |
| 5   | "Super natural"                        | 9 octombrie 2017   | 11 noiembrie 2017                     |
| 6   | "Vampiro campare"                      | 13 octombrie 2017  | 12 noiembrie 2017                     |
| 6   | "Monstrul sforăitul"                   | 13 octombrie 2017  | 12 noiembrie 2017                     |
| 7   | "Os apetit"                            | 16 octombrie 2017  | 18 noiembrie 2017                     |
| 7   | "Cercetașii Marmotă"                   | 16 octombrie 2017  | 18 noiembrie 2017                     |
| 8   | "Micuța vrăjitoare"                    | 20 octombrie 2017  | 19 noiembrie 2017                     |
| 8   | "Țipați cu toții!"                     | 20 octombrie 2017  | 19 noiembrie 2017                     |
| 9   | "Weekendul vampir"                     | 23 octombrie 2017  | 25 noiembrie 2017                     |
| 9   | "Pasărea care știa prea multe"         | 23 octombrie 2017  | 25 noiembrie 2017                     |
| 10  | "Fetele vampirine"                     | 27 octombrie 2017  | 26 noiembrie 2017                     |
| 10  | "Noaptea jocurilor"                    | 27 octombrie 2017  | 26 noiembrie 2017                     |
| 11  | "Vechi,dar vampirești"                 | 3 noiembrie 2017   | 3 februarie 2018                      |
| 11  | "Concursul canin"                      | 3 noiembrie 2017   | 3 februarie 2018                      |
| 12  | "Creaturi!"                            | 10 noiembrie 2017  | 10 februarie 2018                     |
| 12  | "Monstro drăgălaș"                     | 10 noiembrie 2017  | 10 februarie 2018                     |
| 13  | "Febra liliac"                         | 17 noiembrie 2017  | 17 februarie 2018                     |
| 13  | "Ziua poeziei"                         | 17 noiembrie 2017  | 17 februarie 2018                     |
| 14  | "Bunivampir cea mare"                  | 1 decembrie 2017   | 24 februarie 2018                     |
| 14  | "Două capete sunt mai bune decât unul" | 1 decembrie 2017   | 24 februarie 2018                     |
| 15  | "V de la Valentine"                    | 12 ianuarie 2018   | 19 mai 2018                           |
| 15  | "Profesorul suplini sperietor"         | 12 ianuarie 2018   | 19 mai 2018                           |
| 16  | "Uite cine e speriat acum!"            | 16 februarie 2018  | 26 mai 2018                           |
| 16  | "Iepurași de praf"                     | 16 februarie 2018  | 26 mai 2018                           |
| 17  | "Vampirina balerina"                   | 16 martie 2018     | 2 iunie 2018                          |
| 17  | "Căutători de fanto-comori"            | 16 martie 2018     | 2 iunie 2018                          |
| 18  | "Ziua Mumiei"                          | 27 aprilie 2018    | 26 septembrie 2018 27 septembrie 2018 |
| 18  | "Dance-lvania"                         | 27 aprilie 2018    | 26 septembrie 2018 27 septembrie 2018 |
| 19  | "Bogdan acrobatul"                     | 15 iunie 2018      | 28 septembrie 2018                    |
| 19  | "The Lemonade Stand"                   | 15 iunie 2018      | 28 septembrie 2018                    |
| 20  | "Hiccupire"                            | 20 iulie 2018      |                                       |
| 20  | "Uncle Bigfoot"                        | 20 iulie 2018      |                                       |
| 21  | "Fangless"                             | 27 iulie 2018      |                                       |
| 21  | "Transylvanian Tea"                    | 27 iulie 2018      |                                       |
| 22  |                                        | 3 august 2018      | 24 septembrie 2018                    |
| 22  | "Casă neagră casă"                     | 3 august 2018      | 24 septembrie 2018                    |
| 23  | "Countess Vee"                         | 24 august 2018     |                                       |
| 23  | "Frights, Camera, Action!"             | 24 august 2018     |                                       |